# Elaphoglossum thamnopteris
Elaphoglossum thamnopteris är en träjonväxtart som beskrevs av Holtt. Elaphoglossum thamnopteris ingår i släktet Elaphoglossum och familjen Dryopteridaceae. Inga underarter finns listade.